# Bialski Dukt

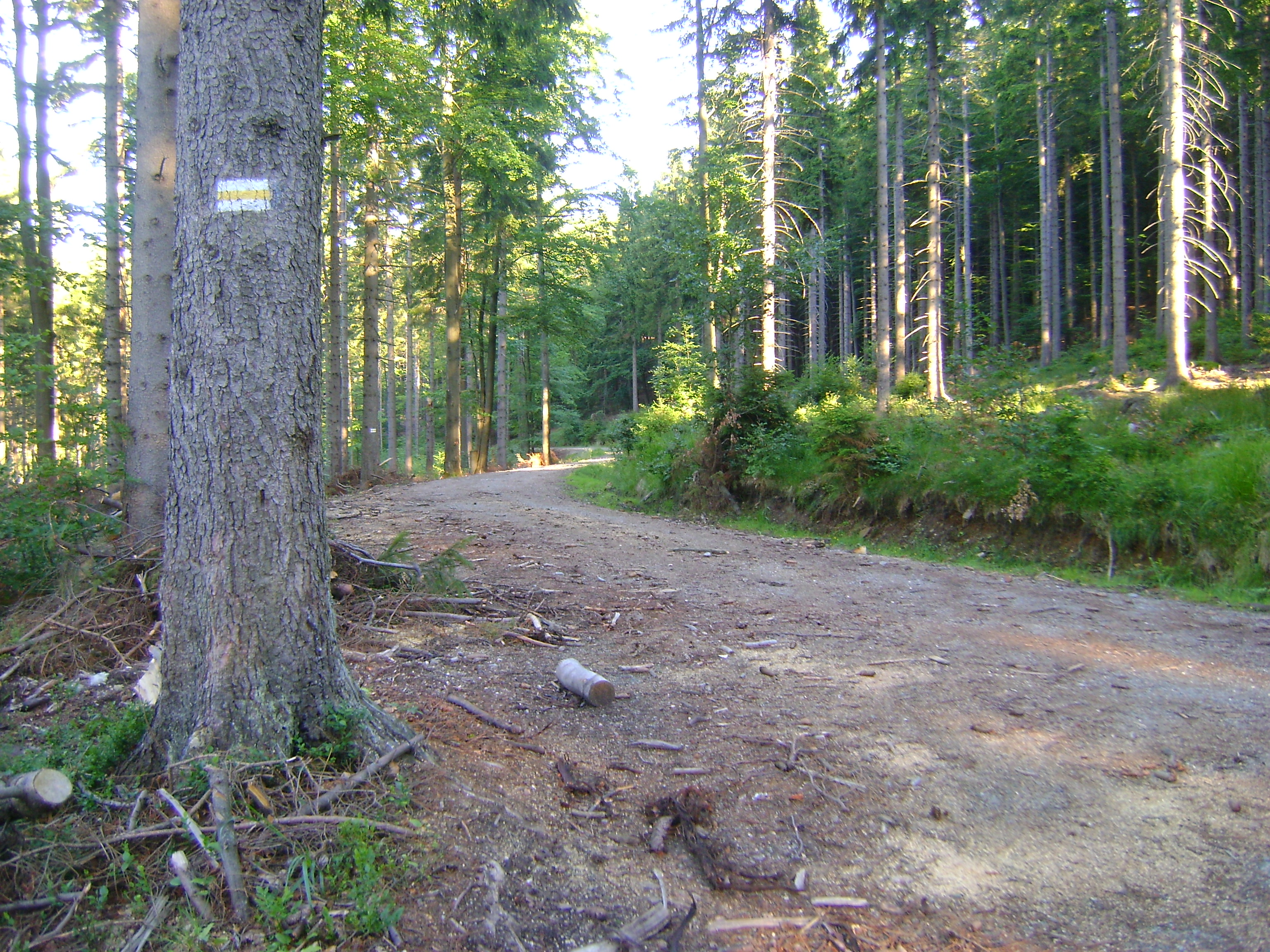
Bialski Dukt na południowym zboczu Płoski

Bialski Dukt – górska droga leśna w południowo-zachodniej Polsce w Górach Bialskich, w gminie Stronie Śląskie (powiat kłodzki).

## Przebieg i opis
Droga leśna w Sudetach Wschodnich, w Górach Bialskich, prowadząca przez teren Śnieżnickiego Parku Krajobrazowego. Bialski Dukt łączy Nowy Gierałtów z Wielkim Rozdrożem. Droga o długość 7,8 km pokonuje różnicę wzniesień ok. 300 m. Jest to leśna droga trawersująca zbocza Płoski, Czernicy i Jawornika Kobylicznego, z której w kilku miejscach otwiera się widok na południową część gór Bialskich i Złotych. Bialski Dukt odchodzi od drogi lokalnej Stronie Śląskie – Bielice na poz. 676 m n.p.m., we wschodniej części Nowego Gierałtowa, do Wielkiego Rozdroża dochodzi na poziomie 978 m n.p.m. Bielski Dukt zwany jest też Czarnogórskim Traktem. W przeszłości droga nosiła nazwę niem. Moltke Strasse.

## Historia
Drogę wybudowano w latach 1883–1903 jako jedną z leśnych dróg w dobrach klucza strońskiego należącego do królewny Marianny Orańskiej. W przeszłości droga miała znaczenie dla lokalnego przemysłu leśnego i ruchu turystycznego, służyła głównie jako droga do wywózki drewna, pozyskiwanego na terenie Gór Bialskich.

## Inne
- Nazwę drogi Czarnogórski Dukt w miejsce ogólnie stosowanych nazw dróg w Górach Bialskich w 1983 r. wprowadził K.R. Mazurski[4].
- Nadawanie w przeszłości nazw drogom leśnym wiązało się z polityką leśników, którzy poszczególne dukty rozróżniali na podstawie nazw.